# St. Bartholomäus (Recknitz)

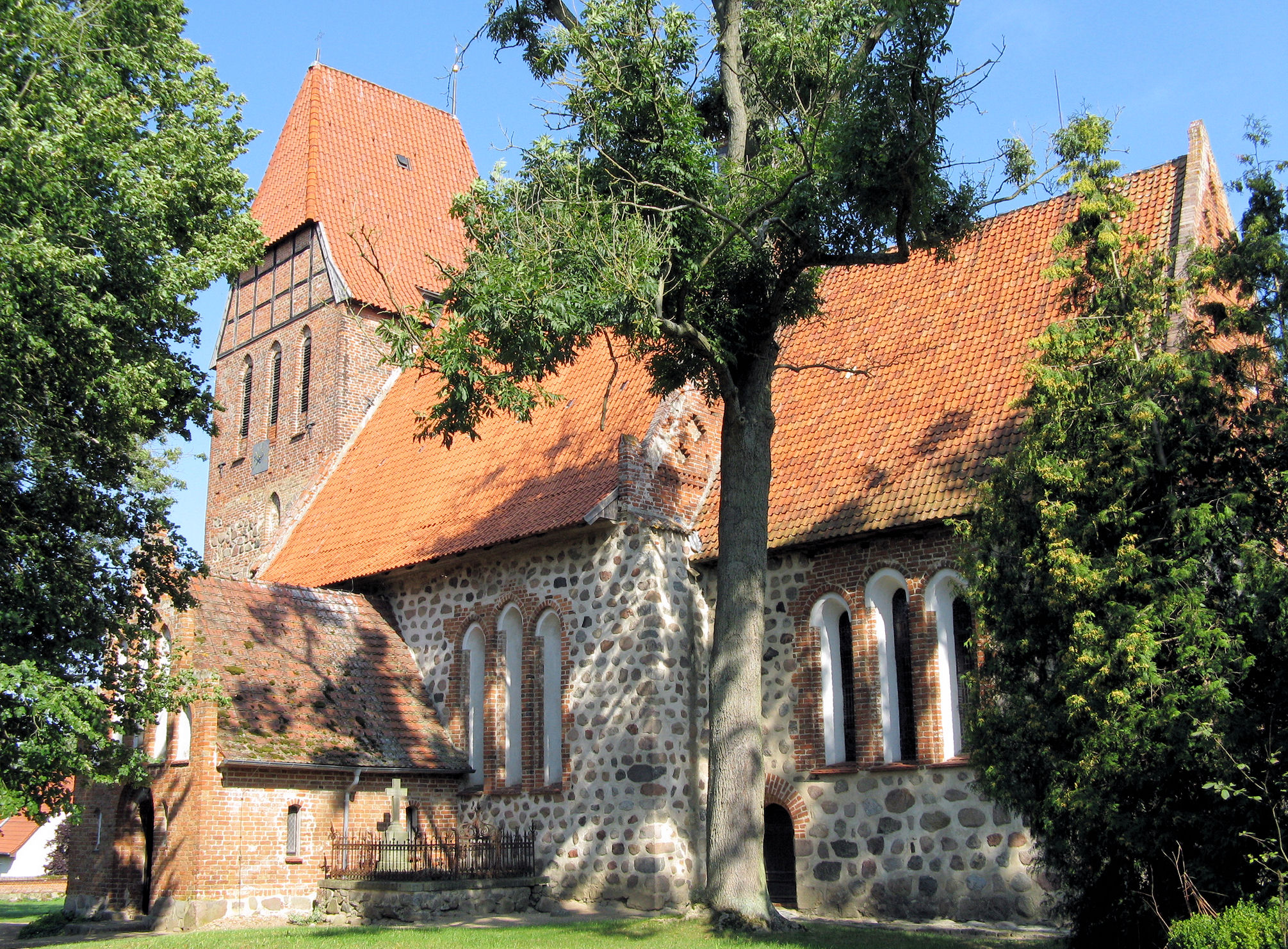
St. Bartholomäus in Recknitz

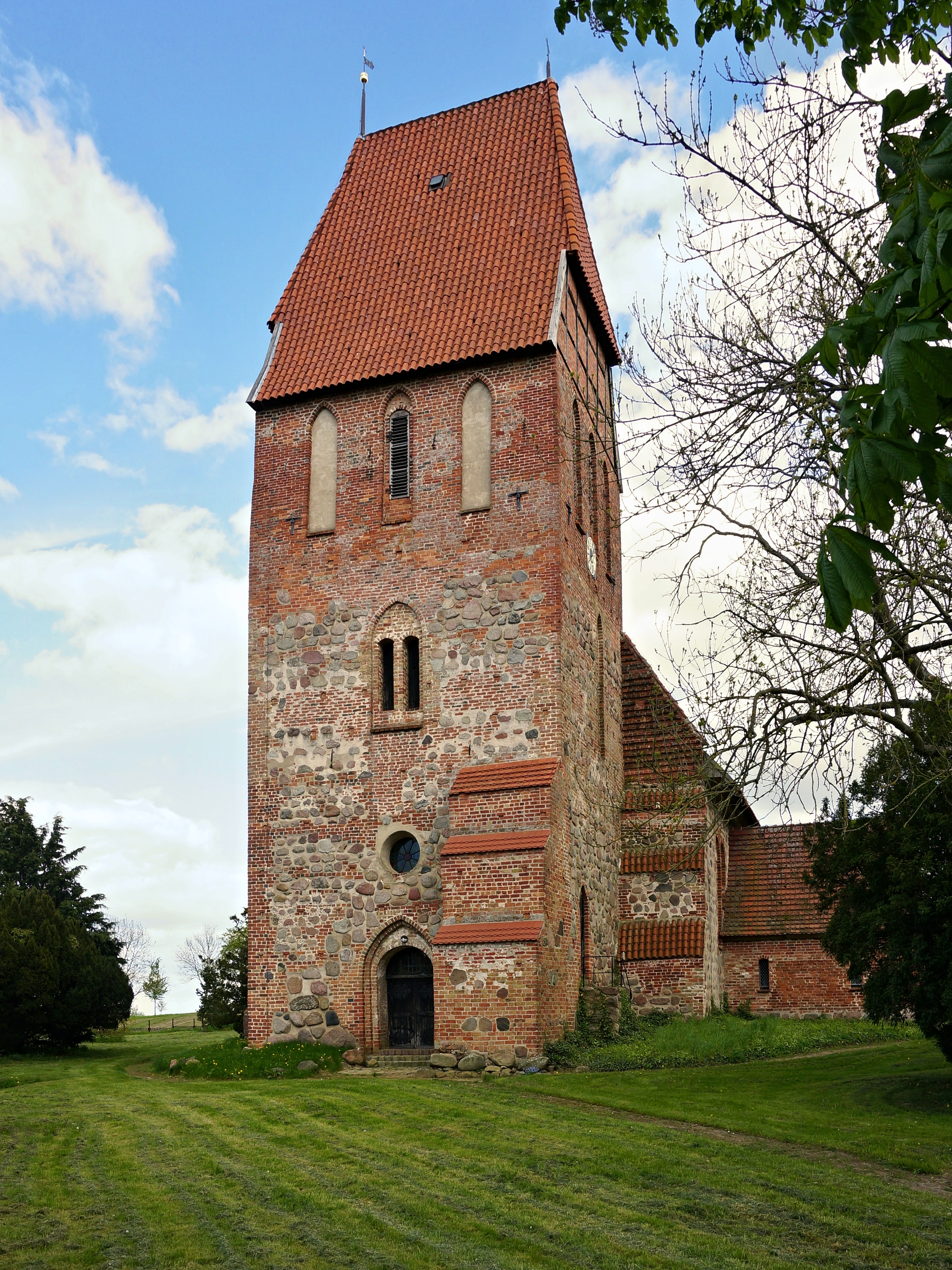
Turmansicht

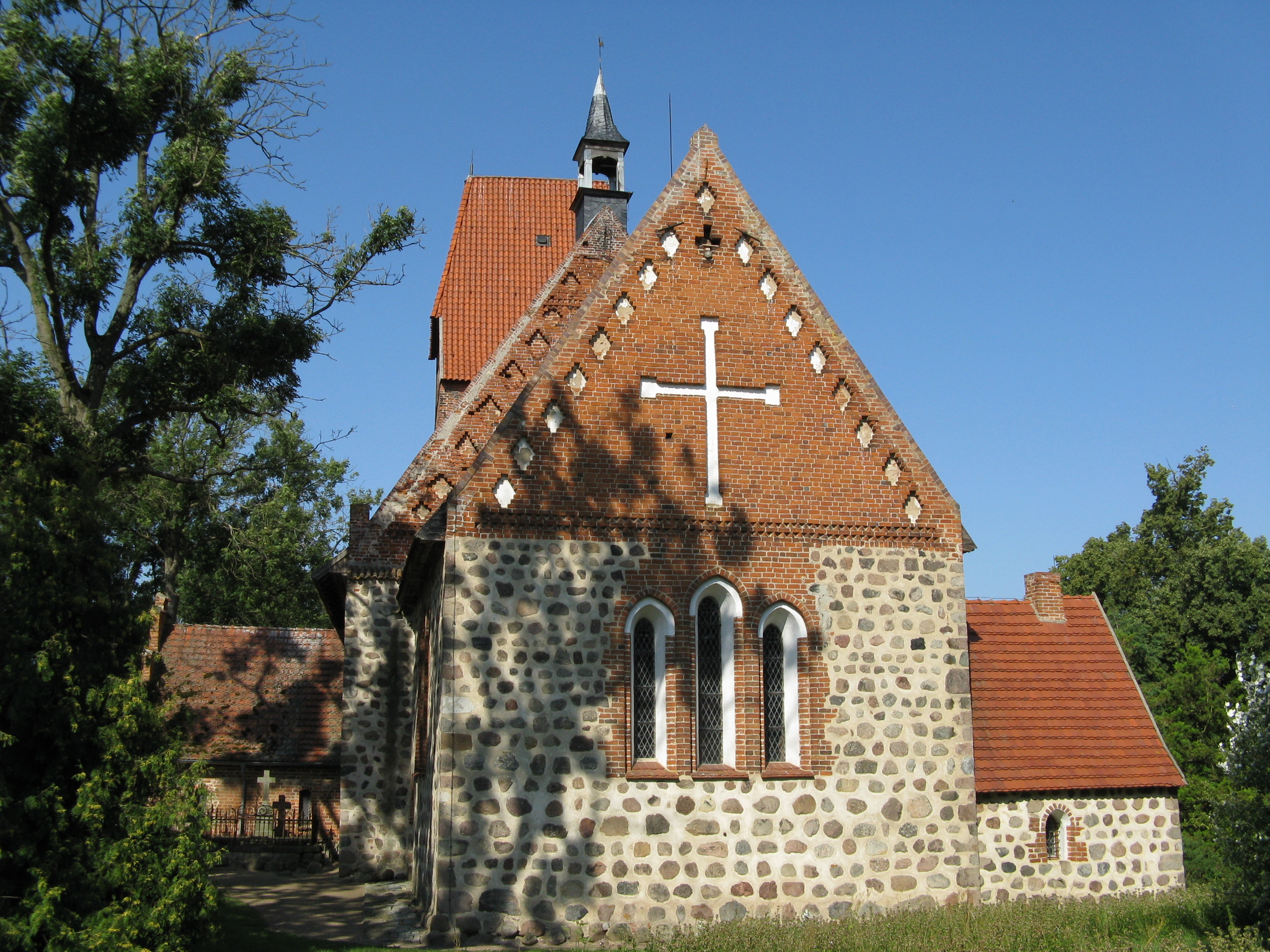
Rückansicht

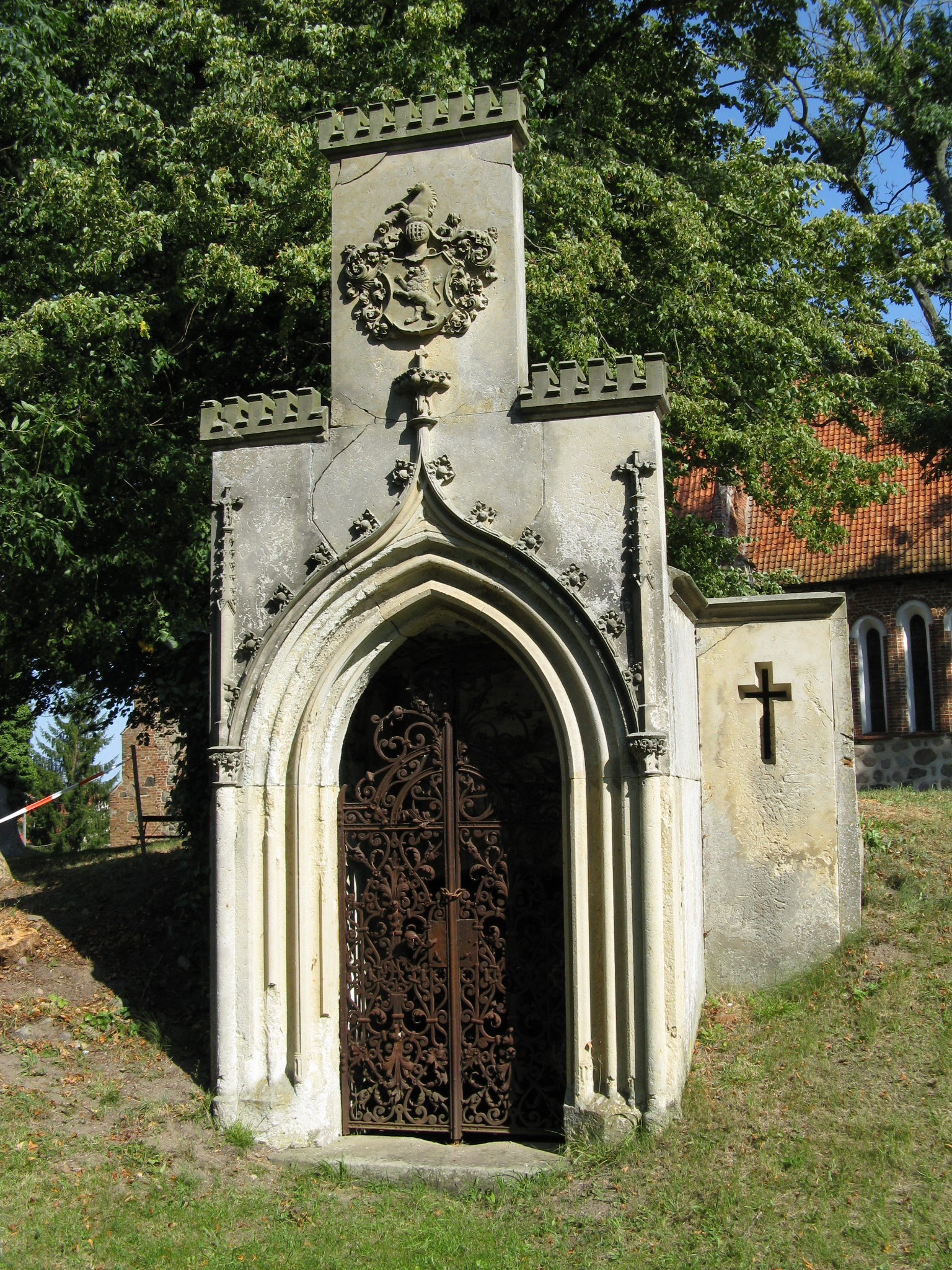
Die Grabkapelle auf dem Kirchhof

Die evangelische Dorfkirche St. Bartholomäus ist ein denkmalgeschütztes Kirchengebäude in Recknitz, einem Ortsteil von Plaaz im Landkreis Rostock (Mecklenburg-Vorpommern). Die Evangelisch-Lutherische Kirchengemeinde Laage Christophorus gehört zur Propstei Rostock in der Evangelisch-Lutherischen Kirche in Norddeutschland.

## Geschichte und Architektur
Die Kirche aus dem 13. Jahrhundert hatte ursprünglich das Patrozinium des Apostels Bartholomäus. 1269 erstmals erwähnt, gehörte sie zum Bistum Schwerin. Sie war Patronatskirche des Herrenhauses Rossewitz. In den Sockelzonen finden sich zwei Allianzwappen und eines der Familie von Buch, die seit 1753 das Kirchenpatronat über die Kirche besaßen.
Das Mauerwerk des Gebäudes besteht aus Feld- und Backstein. Der Chor des leicht längsrechteckigen Schiffes ist eingezogen und ist mit einem Blendgiebel ausgestattet. Während der Chor noch mit dem ursprünglichen achtrippigen Domikalgewölbe abgeschlossen ist, wurde das Schiff im 14. Jahrhundert mit vier Kreuzrippengewölben über einem zentralen Achteckpfeiler mit Runddiensten gedeckt. Der Innenraum wird von Lanzettfenstern in Zweier- und Dreiergruppen erhellt. An der Südseite befindet sich eine Vorhalle, die ebenfalls mit einem Blendengiebel versehen ist.
Der quadratische, schmal wirkende Turm ist, ebenso wie der Saal, in Mischmauerwerk gehalten. Das Oberteil aus Fachwerk und Backstein wird von einem hohen Krüppelwalmdach bekrönt. Die Glocke wurde 1370 gegossen.
Die Kirche steht inmitten eines Kirchhofes, auf dem mehrere interessante Grabsteine sowie ein Mausoleum der Familie von Buch erhalten sind.

## Ausstattung
Zu den ältesten Stücken der Ausstattung zählt der ehemalige Hauptaltar, eine Marienaltar mit einer Mondsichelmadonna im Zentrum, der in das Jahr 1420 datiert werden kann. Der Altar ist mit Figuren des Hesekiel, Moses und anderer Heiliger auch in den Flügeln ausgestattet. Auf den Rückseiten der Flügel sind Reste von Darstellungen gemalter Passionsszenen erhalten. Der Altar wurde 1850 durch einen neugotischen Altar mit einer Kreuzigungsdarstellung von Gaston Lenthe ersetzt und fand in einer Wandnische der Kirche eine neue, ihm nicht angemessene Aufstellung. Seit 2003 wird der Altar an der Hochschule für Bildende Künste Dresden im Rahmen mehrerer Diplomarbeiten restauriert. Ein Foto in Originalgröße ist im Gebäude ausgestellt, es soll einen Eindruck von der Wirkung vermitteln.  2018 wurde das Projekt, das kurz vor seiner Vollendung steht, als Denkmal des Monats präsentiert.
Im Chor befinden sich zwei gotische figürliche Doppel-Grabplatten: die des Ritters Joachim Nortmann († 1389) und seiner Frau Gheze, geb. Behr, sowie die der Priester Johannes Doberan († 1383) und Nicolaus Dalvitz († 1389).
Ebenfalls noch (spät)mittelalterlich ist ein Eucharistieschrank an der Nordwand des Chors mit einem gemalten Schmerzensmann, wohl vom Anfang des 16. Jahrhunderts.
Nach der Reformation erhielt die Kirche 1579 eine Holzkanzel. Sie zeigt das Wappen der Familie von Vieregge. Das Kastengestühl sowie der Beichtstuhl wurden wohl zeitgleich angefertigt. Das Patronatsgestühl ist mit einer Blendarkatur ausgestattet, es zeigt die Wappen der Familien Levetzow, Vieregge, Restorf und Schwerin.
Ein Kreuzigungsgemälde wurde ebenfalls 1579 gemalt.

### Orgel
Der Orgelprospekt aus dem Jahr 1708 von Johann Engelbrecht Gerhardt aus Rostock gilt als einer der großen und schönen Schnitz- und Holzarbeiten im Norden.
Dahinter befindet sich ein Werk des Orgelbauers Carl Börger von 1904 mit insgesamt 15 Registern auf zwei Manualen und Pedal. Durch eindringenden Regen nahm die Orgel großen Schaden und ist seit den 1970er Jahren nicht mehr spielbar. Wegen der enorm hohen Kosten konnte das Instrument bisher nicht restauriert werden.

## Restaurierung
Schon vor der Wende wurde mit der Restaurierung des Gebäudes begonnen, seit Jahren regnete es in den Innenraum und richtete Schäden an. Die Außenhaut des Gebäudes ist mittlerweile abgedichtet.
2018 werden Dach und Dachstuhl erneuert. Für die Restaurierung und Neueinrichtung des Innenraumes, der vielfältig kulturell nutzbar werden soll, erhielt die Kirchgemeinde 2018 eine Förderung aus dem LEADER-Programm.